# Hubert Glansdorff
Hubert Glansdorff, né le 16 octobre 1877 à Ixelles (Bruxelles) et mort le 9 avril 1963 à Knokke ou Le Zoute, est un peintre belge.

## Biographie
Hubert Glansdorff est né le 16 octobre 1877 à Ixelles (Bruxelles),. Élève de J. Stallaert à l'académie de Bruxelles, il expose aux salons triennaux et au cercle artistique de Bruxelles, et expose aussi à Anvers.
Essentiellement peintre de fleurs, ses œuvres sont fortement influencées par les artistes classiques flamands et italiens.
Hubert Glansdorff est mort le 9 avril 1963 à Knokke (ou Le Zoute).